# 阿尔赫拉格尔
阿尔赫拉格尔，是西班牙加泰罗尼亚赫罗纳省的一个市镇。总面积13平方公里，总人口393人（2001年），人口密度30人/平方公里。